# Kalendarium
Ett kalendarium är en typ av almanacka som har en kronologisk uppställning av årets dagar samt uppgifter och tidpunkter för vissa händelser. Förr hade kalendariet särskilt anknytning till jordbruk eller astronomi.
I den katolska kyrkoordningen införs helgonens festdagar och andra kyrkliga högtider i ett kalendarium, som ofta återfinns först i mässböcker (missalen) och tideböcker (breviarier). I äldre, handskrivna kalendarier har även andra viktiga händelser i socknens eller den kyrkliga institutionens liv ofta noterats.